# Kuh-e Banan
Kuh-e Banan – pasmo górskie, o długości ok. 400 km, w środkowym Iranie, położone na Wyżynie Irańskiej.
Najwyższym szczytem jest Kuh-e Sekondż (3993 m n.p.m.).
Działalność człowieka ogranicza się do uprawy palmy daktylowej w występujących oazach, gęstość zaludnienia niewielka.